# Commission Woodhead
La Commission Woodhead (officiellement la Commission de partition de la Palestine) était une commission technique britannique créée pour proposer un plan de partition « détaillé » pour la Palestine mandataire, comprenant la recommandation des frontières de partition et l'examen des aspects économiques et financiers du plan de la commission Peel ,.
La Commission fut nommée fin février 1938 et mena ses enquêtes d’avril à début août 1938. Elle a rejeté le plan de la Commission Peel principalement parce qu'il nécessitait un déplacement massif des populations arabes, et a envisagé deux autres plans. Elle a préféré une modification du partage, qui constitue une base de règlement satisfaisante, si le gouvernement du Royaume-Uni accepte « la responsabilité financière considérable impliquée ». qui équilibre le budget de l'État arabe. Dans ce plan, toute la Galilée et un couloir allant de Jaffa à Jérusalem resteraient sous mandat britannique.
Le 9 novembre 1938, le gouvernement britannique publie ses conclusions, dans lesquelles il rejette le plan de partage de la Palestine proposé par la commission, car il estime qu'il implique des « difficultés politiques, administratives et financières insurmontables ». La Grande-Bretagne a appelé à une conférence à Londres pour que toutes les parties concernées parviennent à un compromis.

## Aperçu

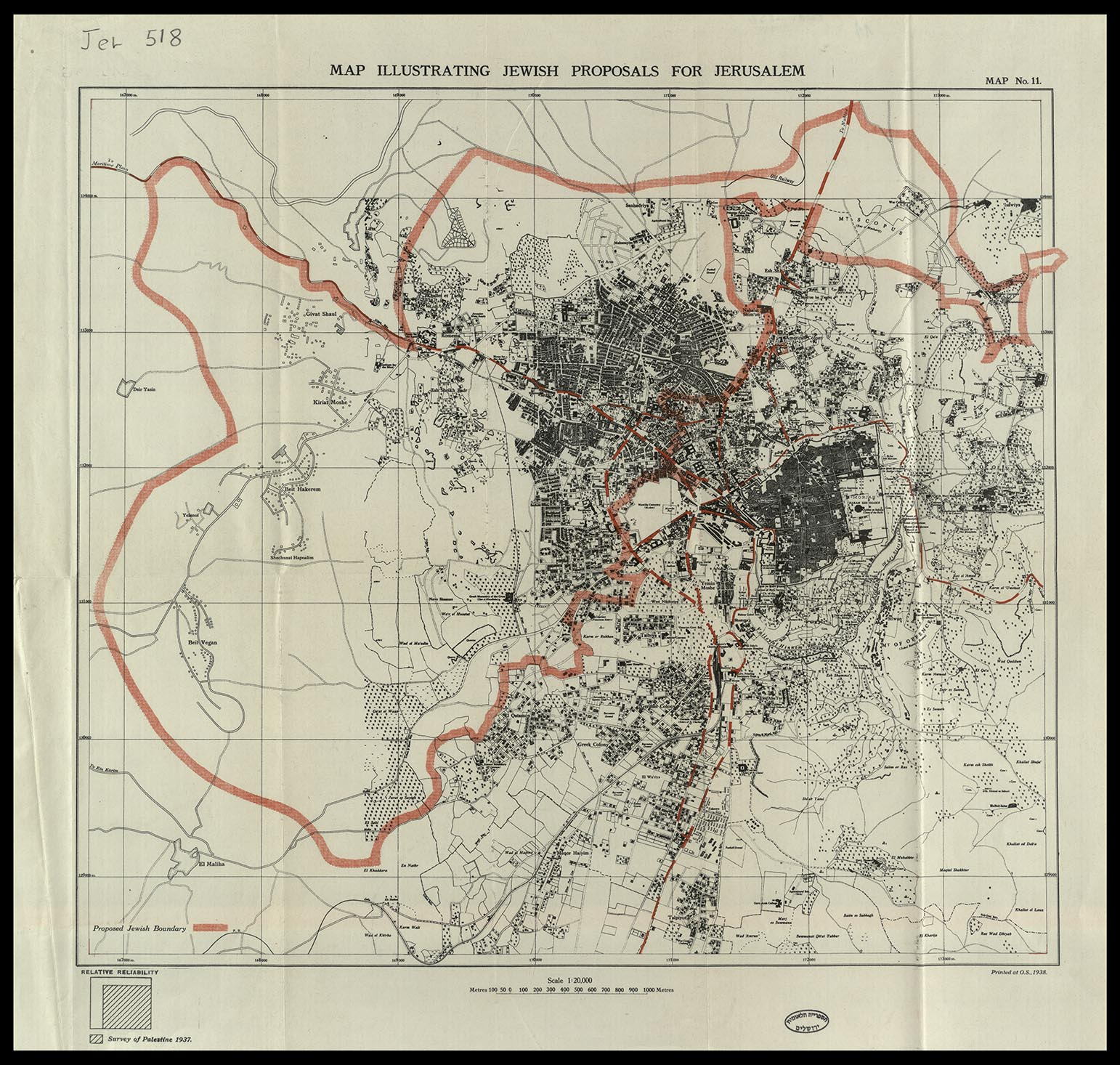
Carte illustrant les propositions juives de partage de Jérusalem, présentées à la Commission Woodhead

Les Arabes renouvelèrent leur révolte après la publication du rapport de la commission Peel et le cabinet britannique, effrayé, vota secrètement contre la partition le 8 décembre 1937. La commission Woodhead a été nommée officiellement pour mettre en œuvre les propositions Peel, mais officieusement la mission était de les rendre définitivement irréalisables. La commission était composée de Sir John Woodhead, ancien administrateur civil en Inde, de Sir Alison Russell, avocate, de Percival Waterfield et de Thomas Reid, également fonctionnaires indiens. Elle fut chargée d'examiner en détail le plan de la commission Peel, afin de « recommander les limites des zones arabes et juives proposées et des enclaves à conserver de manière permanente ou temporaire sous mandat britannique » et « d'examiner et de faire rapport sur les questions économiques et financières impliquées dans le partage sur lesquelles des décisions devront être prise ». Cependant, la nomination de la Commission fut considérée comme un instrument pour libérer la Grande-Bretagne de son obligation envers le plan de partage. Conformément à une décision du cabinet britannique, Woodhead fut secrètement informé qu'il était relevait de l'autorité de la commission de décider qu'« aucun plan réalisable ne pouvait être élaboré ». Sir George Rendel, chef du département de l'Est du ministère des Affaires étrangères, a fait tout son possible pour s'assurer que la Commission parvienne à la « bonne conclusion », en essayant d'influencer le choix du personnel et en présentant son propre mémorandum à la commission comme preuve.
La commission a passé plus de trois mois en Palestine mandataire, recueillant les témoignages de témoins lors de 55 sessions. Aucun Arabe ne s'est manifesté pour apporter des preuves, bien que le roi Abdallah de Transjordanie ait écrit à Woodhead pour lui apporter son soutien à la partition et pour lui annoncer la réception de la commission à Amman,.
La Commission a estimé qu'un État arabe autonome ne pourrait être établi que s'il « comprenait un grand nombre de Juifs, dont les contributions aux recettes fiscales permettraient à elles seules à cet État d'équilibrer son budget ». Comme l'État arabe aurait besoin des territoires sous mandat pour l'agriculture et l'État juif pour l'industrie, la commission a proposé une union douanière.
Dans leur rapport, ils ont examiné trois modifications possibles de la proposition de la Commission Peel, qu'ils ont appelées Plans A, B et C. Ces plans proposaient la création d'un État juif entouré d'un État arabe plus grand et d'une zone britannique. Les trois plans sont les suivants :

### Plan A

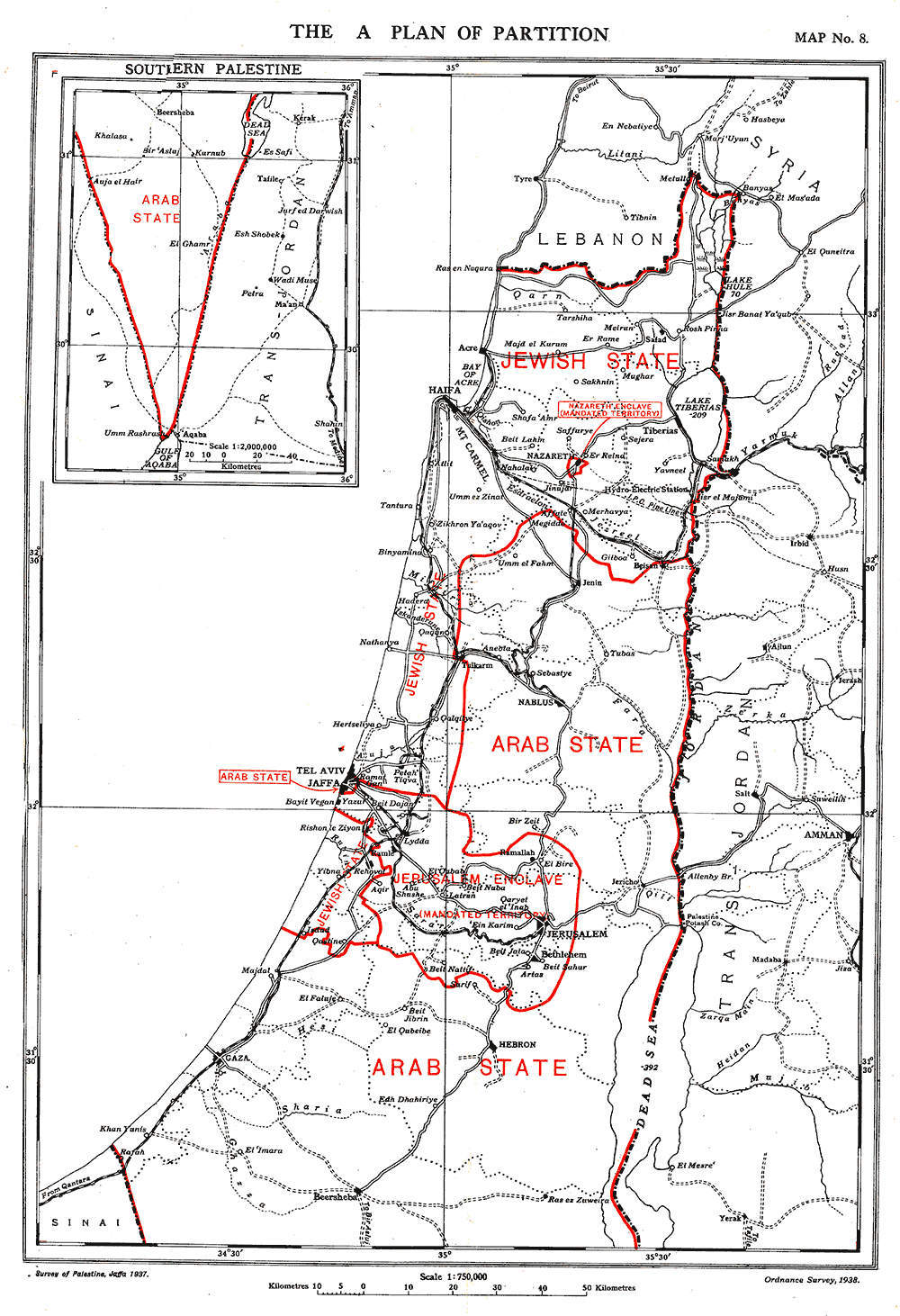
Commission Woodhead, Plan A

Le plan A était basé sur le plan Peel, avec des frontières redessinées « plus exactement, en prenant leur contour comme guide ». Il proposait un État juif côtier, un corridor sous mandat britannique allant de Jérusalem à la ville côtière de Jaffa, et le reste de la Palestine fusionné avec la Transjordanie pour former un État arabe. Jaffa (sans Tel-Aviv) était incluse dans le corridor mandaté dans le plan de la commission Peel, mais elle était incluse au sein de l'État arabe dans le Plan A. Selon le Plan A, on estimait que l'État arabe compterait 7 200 Juifs et 485 200 Arabes, et l'État juif compterait 304 900 Juifs et 294 700 Arabes.

### Plan B

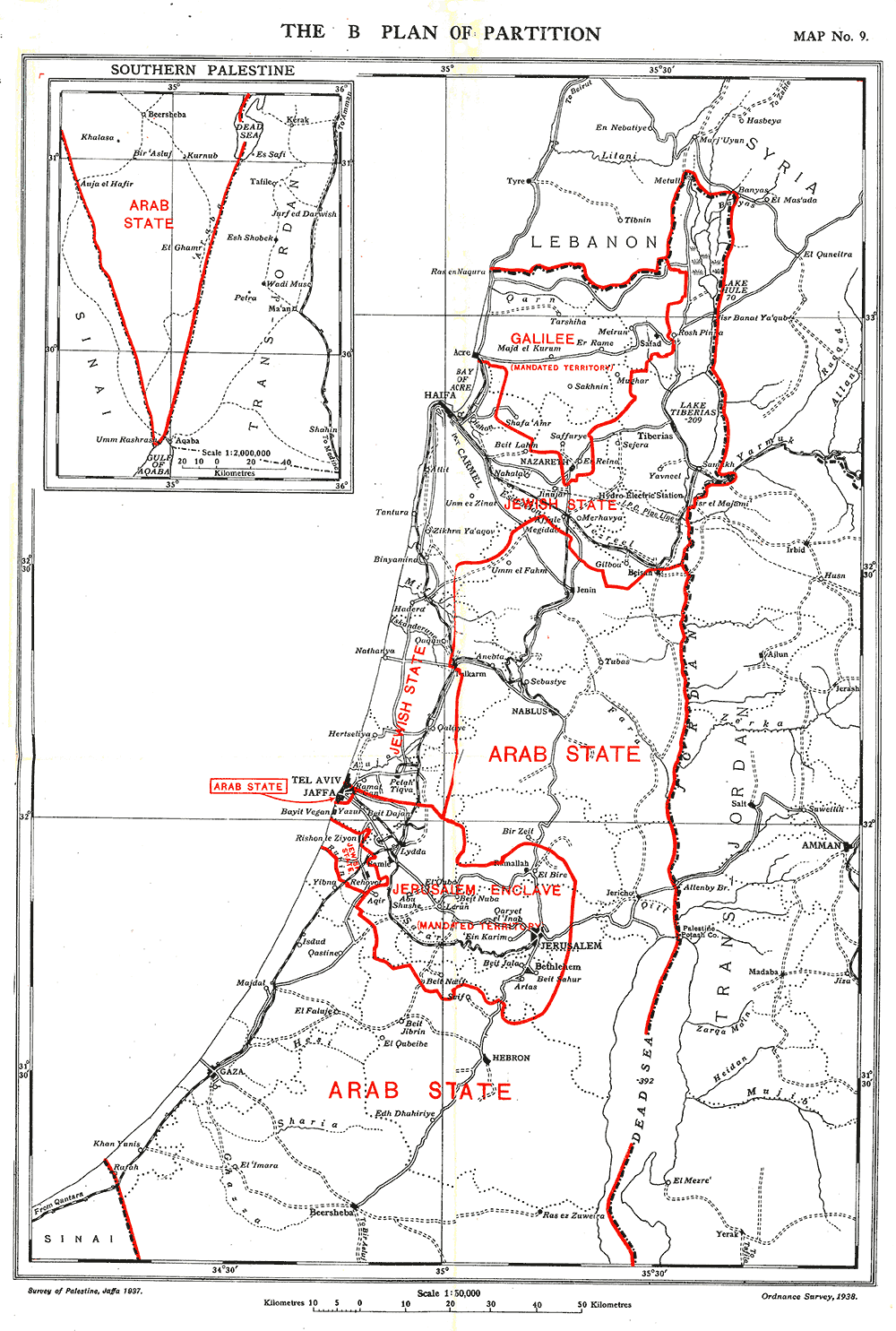
Commission Woodhead, Plan B

Le Plan B est identique au Plan A, sauf qu'il réduisait la taille de l'État juif en ajoutant Galilée à la zone sous mandat britannique permanent et la partie sud de la région au sud de Jaffa à l'État arabe. Selon le Plan B, l'État juif compterait 300 400 Juifs et 188 400 Arabes (50 000 dans le district de Haïfa ), tandis que 90 000 Arabes et 76 000 Juifs continueraient à vivre sous la domination britannique.

### Plan C

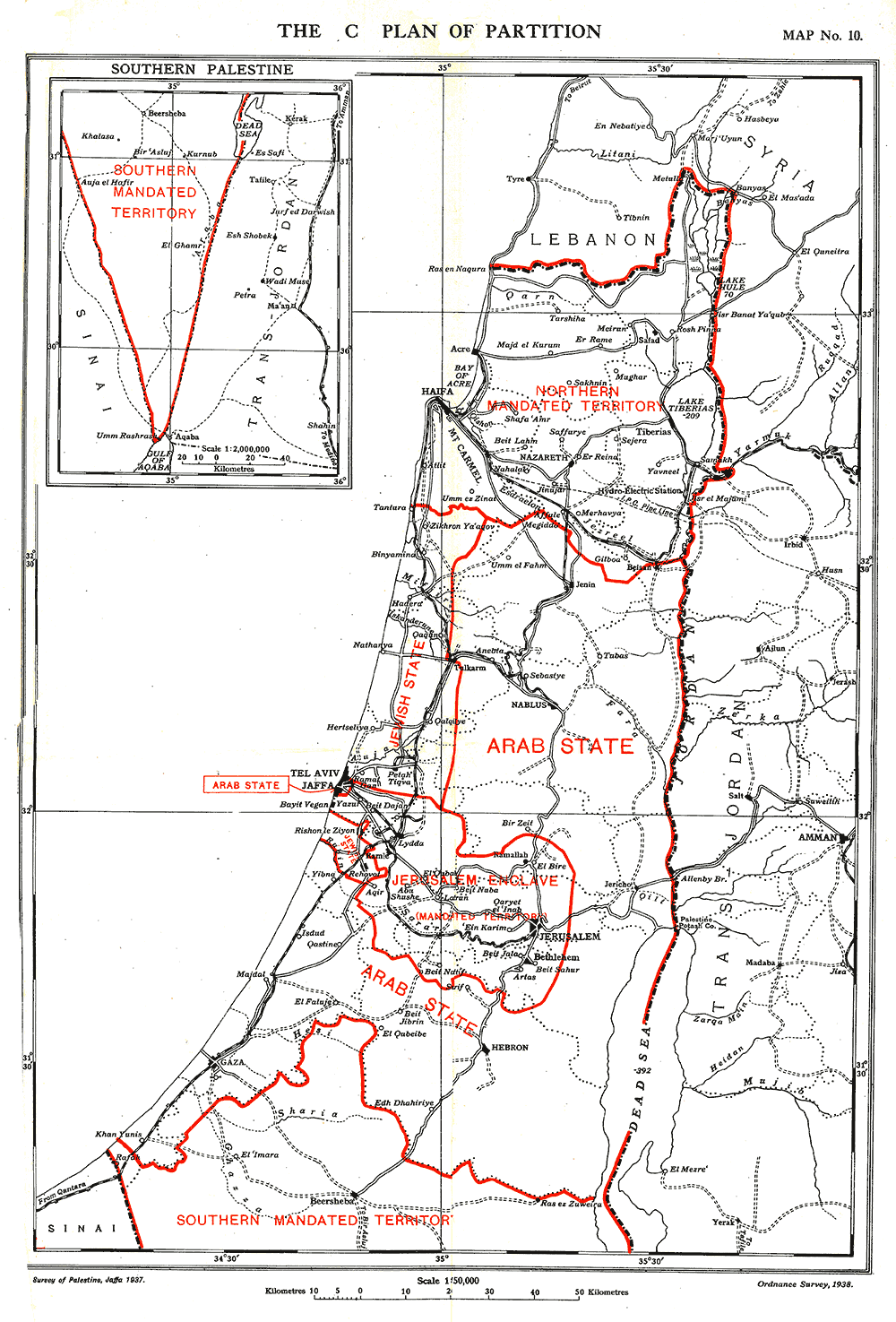
Commission Woodhead, Plan C

Le Plan C, une modification supplémentaire, réduirait l'État juif à la région côtière entre Zikhron Yaakov et Rehovot, tout en plaçant le nord de la Palestine, y compris la vallée de Jezreel, et toute la partie semi-aride du sud de la Palestine, sous un mandat séparé , à administrer par le mandataire jusqu'à ce que les populations arabes et juives puissent s'entendre autour d'une solution définitive. Un élément essentiel du plan était une union douanière entre l’État arabe, l’État juif et les territoires sous mandat.
Le plan C recommandait.
- Un État Juif de 1 258 km², en deux parties : la partie nord serait une bande côtière de 15 à 20 km de large de Tel Aviv jusqu'au-dessus de Zichron Ya'acov, et la partie sud serait une région plus petite incluant Rehovot. La population initiale serait d’environ 226 000 Juifs et 54 400 Arabes.
- Un État Arabe de 7 393 km², constitué principalement d'un segment équivalant à peu près à la Cisjordanie et à la bande de Gaza d'aujourd'hui, avec un large couloir les reliant. L’État arabe comprendrait également la ville de Jaffa. La population initiale serait de 8 900 Juifs et de 444 100 Arabes.
- Trois territoires sous mandat britannique : toute la Galilée (population initiale de 77 300 Juifs et 231 400 Arabes), une enclave comprenant Jérusalem et Lydda (population initiale de 80 100 Juifs et 211 400 Arabes), et la région du Néguev au nord de Beer-Sheva (initialement 60 000 Arabes).

## Conclusions
Le rapport de la commission, publié le 9 novembre 1938, concluait qu'aucun plan de partage ne pouvait être élaboré dans le cadre des termes de référence qui, de l'avis des membres de la Commission, offriraient beaucoup d'espoir de succès, pour la création éventuelle d'États arabes et juifs autonomes. La commission a toutefois élaboré des plans alternatifs possibles.
La commission a rejeté le Plan A, qui était l'interprétation de la Commission du Plan Peel, principalement au motif qu'il nécessitait un transfert important d'Arabes pour réduire le nombre d'Arabes dans l'État juif proposé. Cependant, le gouvernement britannique avait déjà rejeté la suggestion de Peel selon laquelle le transfert serait obligatoire, et la Commission estimait qu'un transfert volontaire n'était pas non plus susceptible de se produire en raison du « profond attachement de la population arabe à la terre ». En outre, on s’attendait à des difficultés de développement pour les Arabes. Deuxièmement, l’inclusion de la Galilée dans l’État juif était considérée comme indésirable car « la population est presque entièrement arabe », les Arabes qui y vivent étaient susceptibles de résister à l’inclusion par la force, et l’option créerait un « problème de minorité » qui menacerait la stabilité régionale.
Le plan B a été rejeté, mais un membre de la commission s’y est déclaré favorable. Le problème de la Galilée fut considéré comme fatal au Plan B. L’inclure dans l’État arabe créerait un problème de sécurité majeur pour l’État Juif, tandis que le maintenir indéfiniment sous mandat priverait la vaste population Arabe de Galilée de son droit à l’indépendance. Des problèmes majeurs ont également été constatés dans la répartition de Haïfa, dont la population était à peu près à moitié Juive, et dans la partie de la Palestine s'étendant de Haïfa à Beisan, puis au nord jusqu'à la frontière.
Le plan C a été préféré par la commission. Ce plan était une modification du partage, qui constituerait une base satisfaisante pour l'établissement des deux Etats, si le Royaume-Uni était prêt à fournir une assistance suffisante pour permettre à l'État arabe d'équilibrer son budget. Dans ce plan, toute la Galilée et un couloir allant de Jaffa à Jérusalem resteraient sous mandat britannique.
Deux membres de la Commission ont également ajouté des notes de réserve. Russell a soutenu que le plan B était préférable au plan C, étant plus conforme au plan de la Commission Peel, plus susceptible de garantir la paix et plus équitable et pratique. Reid a soutenu que les trois plans étaient tous fondamentalement erronés.

### Économie et finances
La commission a également déclaré qu'il existait des difficultés financières et économiques « d'une nature telle que nous ne pouvons trouver aucun moyen de les surmonter dans le cadre de notre mission ». Elle a conclu qu'« Il n'est pas possible, dans le cadre de notre mission, de recommander des frontières qui offrent une perspective raisonnable de création éventuelle d'un État Arabe autonome. Cette conclusion est, à notre avis, tout aussi valable dans le cadre du plan C, du plan B et de tout autre plan de partage qui n'implique pas l'inclusion dans l'État arabe d'une zone contenant un grand nombre de Juifs, dont les contributions aux recettes fiscales permettraient à elles seules à cet État d'équilibrer son budget ».
Dans un résumé publié de ses conclusions, Woodhead a identifié deux raisons expliquant l'impossibilité financière d'un État arabe. Premièrement, les citoyens juifs de Palestine ont contribué à hauteur d’un impôt par habitant bien plus élevé que les Arabes, mais toute partition envisageable laisserait peu de Juifs dans l’État arabe. Deuxièmement, la plus grande partie de la richesse arabe se trouvait dans les lieux qui allaient devenir partie intégrante de l’État juif en raison de leur importante population juive. Par exemple, bien que les Arabes et les Juifs aient à peu près la même quantité de terres consacrées à la culture d’agrumes, moins d’un tiers des terres arabes se trouvent dans l’État Arabe.
La commission proposa une forme modifiée de partage appelée  « fédéralisme économique » dans laquelle les deux États entreraient dans une union douanière avec les territoires restés sous mandat, laissant les autorités mandataires déterminer une politique fiscale. Selon le rapport : « Les recettes douanières seraient collectées par le Mandataire, et le surplus net, après paiement de certaines charges communes, serait réparti entre les trois régions selon une formule convenue, sujette à révision périodique », afin d'équilibrer le budget de l'État arabe.

## Conséquences
Le rapport de la commission Woodhead a été présenté au Parlement et publié le 9 novembre 1938. En conséquence, le gouvernement a publié une déclaration de politique générale selon laquelle il est trop complexe au vu des soucis administratifs, politiques et financiers de trouver un plan de partage viable.
Le comité exécutif  l'Agence juive a répondu que le rapport Woodhead ne pouvait pas « servir de base à des négociations, ni entre les Juifs et les Arabes, ni entre l'Agence juive et le gouvernement [britannique] ».
Malgré l'annonce britannique selon laquelle le plan était irréalisable, elle a suggéré qu'un accord entre Arabes et Juifs pourrait encore être possible. En 1939, Londres invita les Arabes palestiniens, les États arabes voisins et l'Agence juive à Londres pour participer à une troisième tentative de résolution de la crise, la Conférence de Saint-James (également connue sous le nom de Conférence de la Table ronde de 1939). Les recommandations ont finalement été rejetées par les Juifs et les Arabes.
Comme la Commission Peel, cette commission a également été enregistrée en secret par l'Agence juive.